# Magny-Montarlot
Magny-Montarlot ist eine französische Gemeinde mit 261 Einwohnern (Stand: 1. Januar 2022) im Département Côte-d’Or in der Region Bourgogne-Franche-Comté. Sie gehört zum Arrondissement Dijon und zum Kanton Auxonne. 

## Geographie
Magny-Montarlot liegt etwa 28 Kilometer ostsüdöstlich von Dijon. Umgeben wird Magny-Montarlot von den Nachbargemeinden Lamarche-sur-Saône im Norden und Westen, Poncey-lès-Athée im Osten und Nordosten, Athée im Süden und Südosten sowie Collonges-lès-Premières im Südwesten.

## Geschichte
1860 entstand die Gemeinde aus den vorher eigenständigen Kommunen Magny-lès-Auxonne und Montarlot.

## Bevölkerungsentwicklung
| Jahr                       | 1962 | 1968 | 1975 | 1982 | 1990 | 1999 | 2006 | 2013 | 2019 |
| Einwohner                  | 177  | 154  | 151  | 184  | 192  | 185  | 198  | 267  | 260  |
| Quellen: Cassini und INSEE |      |      |      |      |      |      |      |      |      |

## Sehenswürdigkeiten

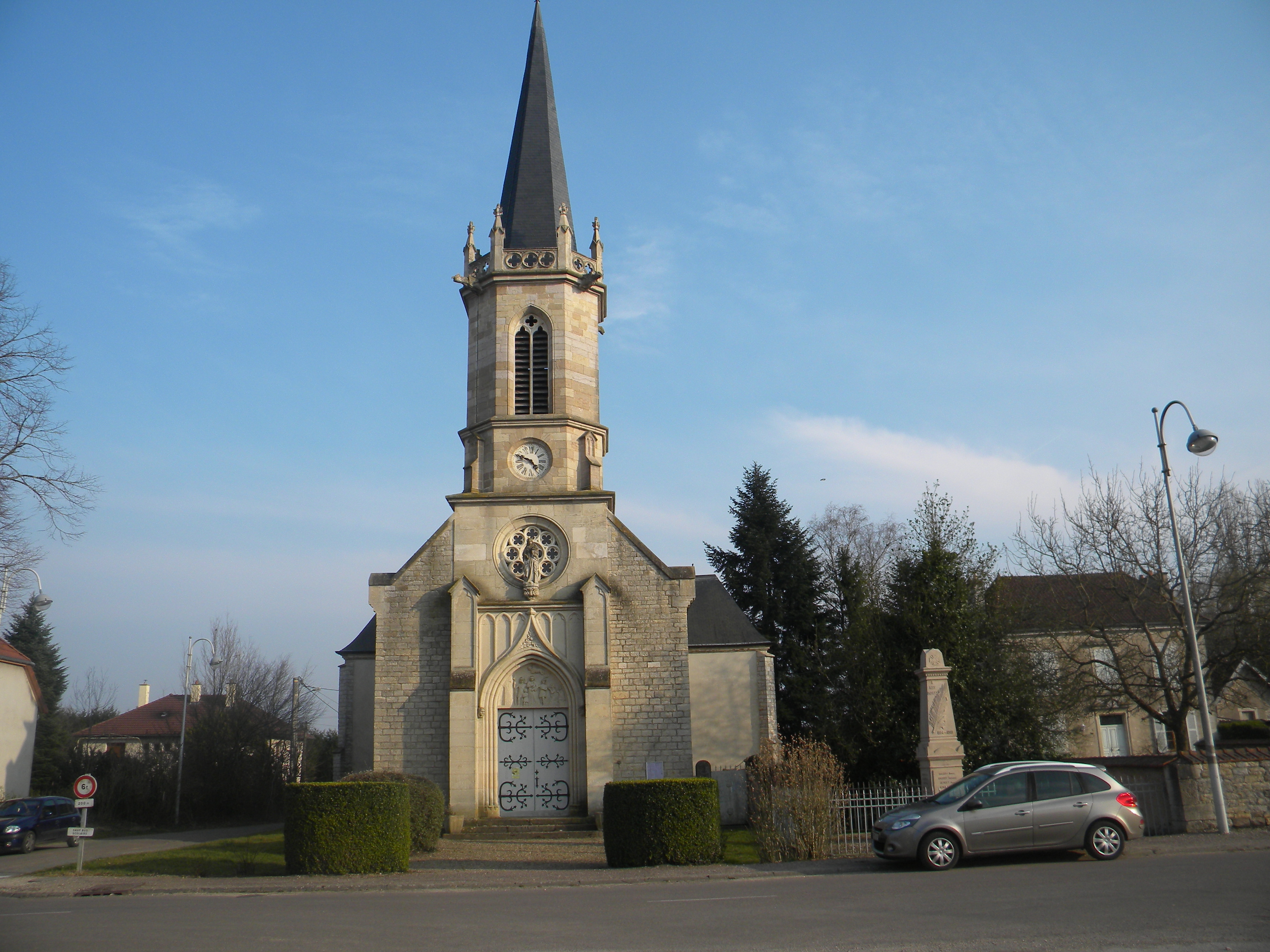
Kirche Saint-Pierre-ès-Liens

- Kirche Saint-Pierre-ès-Liens